# Luis Malagón
Luis Ángel Malagón Velázquez, noto semplicemente come Luis Malagón (Zamora de Hidalgo, 2 marzo 1997), è un calciatore messicano, portiere dell'América e della nazionale messicana.

## Carriera

### Club
Cresciuto nel settore giovanile del Atlético Morelia, ha esordito fra i professionisti il 17 febbraio 2016 in occasione dell'incontro di Copa MX perso 1-0 contro il Necaxa. Utilizzato principalmente nelle giovanili, a partire dal 2018 è stato aggregato in pianta stabile in prima squadra ed il 6 aprile 2019 ha debuttato in Liga MX giocando l'incontro contro il Puebla, pareggiato 1-1. Il 16 giugno 2020 si è trasferito al Necaxa.

### Nazionale
Fa il suo esordio in nazionale maggiore il 7 giugno 2023, giocando il primo tempo dell'amichevole vinta 2-0 contro il Guatemala.

## Statistiche
Statistiche aggiornate al 3 agosto 2025.

### Presenze e reti nei club
| Stagione                | Squadra                 | Campionato              | Campionato | Campionato | Coppe nazionali | Coppe nazionali | Coppe nazionali | Coppe continentali | Coppe continentali | Coppe continentali | Altre coppe | Altre coppe | Altre coppe | Totale | Totale | Totale |
| Stagione                | Squadra                 | Comp                    | Pres       | Reti       | Comp            | Pres            | Reti            | Comp               | Pres               | Reti               | Comp        | Pres        | Reti        | Pres   | Reti   |        |
| ----------------------- | ----------------------- | ----------------------- | ---------- | ---------- | --------------- | --------------- | --------------- | ------------------ | ------------------ | ------------------ | ----------- | ----------- | ----------- | ------ | ------ | ------ |
| 2015-2016               | Atlético Morelia        | LMX                     | 0          | 0          | CM              | 3               | -5              |                    | -                  | -                  |             | -           | -           | 3      | -5     |        |
| 2016-2017               | Atlético Morelia        | LMX                     | 0          | 0          | CM              | 0               | 0               |                    | -                  | -                  |             | -           | -           | 0      | 0      |        |
| 2017-2018               | Atlético Morelia        | LMX                     | 0          | 0          | CM              | 0               | 0               |                    | -                  | -                  |             | -           | -           | 0      | 0      |        |
| 2018-2019               | Atlético Morelia        | LMX                     | 5          | -9         | CM              | 7               | -7              |                    | -                  | -                  |             | -           | -           | 12     | -16    |        |
| 2019-2020               | Atlético Morelia        | LMX                     | 5          | -9         | CM              | 4               | -4              |                    | -                  | -                  |             | -           | -           | 9      | -13    |        |
| Totale Monarcas Morelia | Totale Monarcas Morelia | Totale Monarcas Morelia | 10         | -18        |                 | 14              | -16             |                    | -                  | -                  |             | -           | -           | 24     | -34    |        |
| 2020-2021               | Necaxa                  | LMX                     | 26         | -36        | -               | -               | -               |                    | -                  | -                  |             | -           | -           | 26     | -36    |        |
| 2021-2022               | Necaxa                  | LMX                     | 28         | -30        | -               | -               | -               | -                  | -                  | -                  | -           | -           | -           | 28     | -30    |        |
| 2022-gen. 2023          | Necaxa                  | LMX                     | 18         | -28        | -               | -               | -               | -                  | -                  | -                  | -           | -           | -           | 18     | -28    |        |
| Totale Necaxa           | Totale Necaxa           | Totale Necaxa           | 72         | -94        |                 | -               | -               |                    | -                  | -                  |             | -           | -           | 72     | -94    |        |
| gen.-giu. 2023          | América                 | LMX                     | 7+4        | -7+-6      | -               | -               | -               | -                  | -                  | -                  | -           | -           | -           | 11     | -13    |        |
| 2023-2024               | América                 | LMX                     | 29+12      | -22+-8     | -               | -               | -               | CCC                | 8                  | -10                | LC+CC       | 4+1         | -6+-1       | 54     | -47    |        |
| 2024-2025               | América                 | LMX                     | 29+13      | -27+-11    | -               | -               | -               | CCC                | 4                  | -3                 | LC+CmC      | 3+1         | -3+-2       | 50     | -46    |        |
| 2025-2026               | América                 | LMX                     | 1          | -1         | -               | -               | -               | -                  | -                  | -                  | LC          | 2           | -5          | 3      | -6     |        |
| Totale América          | Totale América          | Totale América          | 66+29      | -57+-25    |                 | -               | -               |                    | 12                 | -13                |             | 11          | -17         | 118    | -112   |        |
| Totale carriera         | Totale carriera         | Totale carriera         | 177        | -174       |                 | 14              | -16             |                    | 12                 | -13                |             | 11          | -17         | 214    | -222   |        |

### Cronologia presenze e reti in nazionale
| Cronologia completa delle presenze e delle reti in nazionale ― Messico | Cronologia completa delle presenze e delle reti in nazionale ― Messico | Cronologia completa delle presenze e delle reti in nazionale ― Messico | Cronologia completa delle presenze e delle reti in nazionale ― Messico | Cronologia completa delle presenze e delle reti in nazionale ― Messico | Cronologia completa delle presenze e delle reti in nazionale ― Messico | Cronologia completa delle presenze e delle reti in nazionale ― Messico | Cronologia completa delle presenze e delle reti in nazionale ― Messico |
| Data                                                                   | Città                                                                  | In casa                                                                | Risultato                                                              | Ospiti                                                                 | Competizione                                                           | Reti                                                                   | Note                                                                   |
| ---------------------------------------------------------------------- | ---------------------------------------------------------------------- | ---------------------------------------------------------------------- | ---------------------------------------------------------------------- | ---------------------------------------------------------------------- | ---------------------------------------------------------------------- | ---------------------------------------------------------------------- | ---------------------------------------------------------------------- |
| 7-6-2023                                                               | Mazatlán                                                               | Messico                                                                | 2 – 0                                                                  | Guatemala                                                              | Amichevole                                                             | -                                                                      | 46’                                                                    |
| 10-6-2023                                                              | San Diego                                                              | Messico                                                                | 2 – 2                                                                  | Camerun                                                                | Amichevole                                                             | -2                                                                     |                                                                        |
| 17-11-2023                                                             | Tegucigalpa                                                            | Honduras                                                               | 2 – 0                                                                  | Messico                                                                | CONCACAF Nations League 2023-2024 - Quarti di finale                   | -2                                                                     | 22’                                                                    |
| 21-11-2023                                                             | Città del Messico                                                      | Messico                                                                | 2 – 0 dts (4 – 2 dtr)                                                  | Honduras                                                               | CONCACAF Nations League 2023-2024 - Quarti di finale                   | -                                                                      |                                                                        |
| 10-9-2024                                                              | Arlington                                                              | Messico                                                                | 0 – 0                                                                  | Canada                                                                 | Amichevole                                                             | -                                                                      |                                                                        |
| 15-10-2024                                                             | Guadalajara                                                            | Messico                                                                | 2 – 0                                                                  | Stati Uniti                                                            | Amichevole                                                             | -                                                                      |                                                                        |
| 19-11-2024                                                             | Toluca                                                                 | Messico                                                                | 4 – 0                                                                  | Honduras                                                               | CONCACAF Nations League 2024-2025 - Quarti di finale                   | -                                                                      | 90+2’                                                                  |
| 20-3-2025                                                              | Inglewood                                                              | Canada                                                                 | 0 – 2                                                                  | Messico                                                                | CONCACAF Nations League 2024-2025 - Semifinale                         | -                                                                      |                                                                        |
| 23-3-2025                                                              | Inglewood                                                              | Messico                                                                | 2 – 1                                                                  | Panama                                                                 | CONCACAF Nations League 2024-2025 - Finale                             | -1                                                                     |                                                                        |
| 10-6-2025                                                              | Chapel Hill                                                            | Messico                                                                | 1 – 0                                                                  | Turchia                                                                | Amichevole                                                             | -                                                                      |                                                                        |
| 14-6-2025                                                              | Inglewood                                                              | Messico                                                                | 3 – 2                                                                  | Rep. Dominicana                                                        | Gold Cup 2025 - 1º turno                                               | -2                                                                     |                                                                        |
| 18-6-2025                                                              | Arlington                                                              | Suriname                                                               | 0 – 2                                                                  | Messico                                                                | Gold Cup 2025 - 1° turno                                               | -                                                                      |                                                                        |
| 22-6-2025                                                              | Paradise                                                               | Messico                                                                | 0 – 0                                                                  | Costa Rica                                                             | Gold Cup 2025 - 1° turno                                               | -                                                                      |                                                                        |
| 28-6-2025                                                              | Glendale                                                               | Messico                                                                | 2 – 0                                                                  | Arabia Saudita                                                         | Gold Cup 2025 - Quarti di finale                                       | -                                                                      |                                                                        |
| 2-7-2025                                                               | Santa Clara                                                            | Messico                                                                | 1 – 0                                                                  | Honduras                                                               | Gold Cup 2025 - Semifinale                                             | -                                                                      |                                                                        |
| 6-7-2025                                                               | Houston                                                                | Stati Uniti                                                            | 1 – 2                                                                  | Messico                                                                | Gold Cup 2025 - Finale                                                 | -1                                                                     |                                                                        |
| Totale                                                                 |                                                                        | Presenze                                                               | 16                                                                     |                                                                        | Reti                                                                   | -8                                                                     |                                                                        |

## Palmarès

### Club

#### Competizioni nazionali
- Campionato messicano: 1

América: Apertura 2024

### Nazionale
- Gold Cup: 2

2023, 2025

### Individuale
- Miglior portiere della CONCACAF Gold Cup: 1

2025